# (35853) 1999 JY63
1999 JY63 (asteroide 35853) é um asteroide da cintura principal. Possui uma excentricidade de 0.20128990 e uma inclinação de 5.75062º.
Este asteroide foi descoberto no dia 10 de maio de 1999 por LINEAR em Socorro.